# Chiesa di Santo Stefano Protomartire (Novalesa)
La chiesa di Santo Stefano Protomartire, o anche solo chiesa di Santo Stefano, è la parrocchiale di Novalesa, in città metropolitana di Torino e diocesi di Susa; fa parte della vicaria di Novalesa.

## Storia
Le prime attestazioni dell'esistenza di una cappella a Novalesa dedicata a Santo Stefano risalgono al XIII secolo; essa dipendeva dall'importante abbazia dei Santi Pietro e Andrea.
Nel 1670 iniziarono i lavori di rifacimento della chiesa: l'edificio venne poi portato a compimento nel 1684.
La sagrestia fu aggiunta nel 1720, mentre tra il 1898 e il 1912 l'intera parrocchiale venne interessata da un restauro su disegno di Venanzio Guerci.
Nel 1942 il tetto fu al centro di un intervento di rifacimento e tra il 1968 e il 1970 la chiesa venne ristrutturata e adeguata alle norme postconciliari.

## Descrizione

### Esterno
La facciata a capanna della chiesa, rivolta a levante, è suddivisa da una cornice marcapiano aggettante in due registri, entrambi tripartiti da quattro lesene; quello inferiore è caratterizzato dal portale d'ingresso, mentre quello superiore presenta tre finestre, una sacra raffigurazione e due orologi, di cui uno dipinto secondo la tecnica del trompe l'œil.
Annesso alla parrocchiale è il campanile in pietra a base quadrata, la cui cella presenta su ogni lato una monofora a tutto sesto ed è coronata dalla guglia di forma piramidale.

### Interno
L'interno dell'edificio, suddiviso in tre campate, si compone di un'unica navata, sulla quale si affacciano le cappelle laterali introdotte da archi a tutto sesto e le cui pareti sono scandite da lesene sorreggenti la trabeazione modanata e aggettante sopra la quale si imposta la volta; al termine dell'aula si sviluppa il presbiterio, ospitante l'altare maggiore e chiuso dall'abside di forma poligonale.
Qui sono conservate diverse opere di pregio, tra le quali la pala raffigurante l'Adorazione dei pastori, eseguita nel 1721 da François Lemoyne, un polittico con soggetto la Resurrezione con i Santi Pietro e Paolo, realizzato da Antoyne De Lhonie nel Quattrocento, e quattro tele dipinte dalle scuole di Michelangelo Merisi, di Daniele da Volterra e di Peter Paul Rubens.